# Graptophyllum
Genre
Classification APG III (2009)
Graptophyllum est un genre de plantes à fleurs de la famille des Acanthaceae. C'est le genre type de la sous-tribu des Graptophyllinae.

## Principales espèces
Selon [réf. nécessaire] :
- Graptophyllum balansae
- Graptophyllum earlii
- Graptophyllum excelsum
- Graptophyllum gilligani
- Graptophyllum glandulosum
- Graptophyllum hortense
- Graptophyllum ilicifolium
- Graptophyllum insularum
- Graptophyllum macrostemon
- Graptophyllum mediauratum
- Graptophyllum ophiolithicum
- Graptophyllum pictum
- Graptophyllum picturatum
- Graptophyllum pubiflorum
- Graptophyllum repandum
- Graptophyllum reticulatum
- Graptophyllum sessilifolium
- Graptophyllum siphonostenum
- Graptophyllum spinigerum
- Graptophyllum thorogoodii
- Graptophyllum viriduliflorum

Selon ITIS (3 Aug 2010) :
- Graptophyllum pictum (L.) Griff.